# Кубинский воробьиный сыч
Кубинский воробьиный сыч (Glaucidium siju) — небольшая птица семейства совиных.

## Описание
Кубинский воробьиный сыч длиной примерно 17 см. Голова круглая, перьевые «ушки» отсутствуют. Восковица вокруг ноздрей выделяется чуть меньше чем у других американских воробьиных сычей. Брови белёсые. Лицевой диск имеет неясные концентрические коричневые и белёсые линии.
На затылке птицы, как у всех видов воробьиных сычей, два чёрных в белом контуре пятна, напоминающие глаза, которые служат для отпугивания и обмана противников. На макушке имеются маленькие бледные пятна. Спина раскрашена в косую полоску. Передняя часть груди также имеет поперечные полосы. Боковые стороны и нижняя часть груди покрыты пятнами от коричневатого до охряного цвета. На горле отсутствует тёмный рисунок. Хвост имеет от 5 до 6 бледных поперечных полос. Радужка глаз жёлтая.
В области распространения кубинского воробьиного сыча другие виды рода отсутствуют. Кубинская совка (Gymnoglaux lawrencii) и кроличий сыч (Athene cunicularia) значительно крупнее.

## Распространение
Кубинский воробьиный сыч — эндемик островов Куба и Хувентуд. Это оседлая птица, населяющая полуоткрытые, прибрежные, горные леса, опушки леса, плантации, а также большие парки со старыми деревьями и кустарниковые заросли на высоте от уровня моря до 1500 м над ним.

## Образ жизни
Частично дневная птица, поэтому часто становится объектом нападения со стороны певчих птиц. Питание состоит преимущественно из насекомых и мелких рептилий. Мелкие млекопитающие и птицы составляют незначительную часть спектра питания. Добывает добычу, охотясь преимущественно из засады.

## Размножение
О биологии размножения этого вида известно немного. Она использует для гнездования преимущественно старые дупла дятлов. Период размножения приходится обычно на сезон засухи. В кладке от 3-х до 4-х белых яиц. Высиживает кладку только самка.